# Windows驅動程式套件
驱动程序开发工具包（Driver Development Kit，簡稱DDK）是微軟軟體發展套件的驅動程式版本，Windows Vista作業系統之後改稱WDK。
驱动程序开发工具包提供大量的驅動程式範例，例如：USB、WMI、鼠标、键盘等。賦予驅動程式開發者極大的方便。Windows Vista作業系統改採 Windows Driver Kit（WDK）來取代原本Windows XP上開發的硬體驅動程式撰寫方式Windows驱动程序开发工具包（DDK）。

## 外部連結
- Windows Driver Kit 主页